# Песнь торжествующей любви
«Песнь торжеству́ющей любви́» — повесть Ивана Сергеевича Тургенева, относящаяся к позднему периоду его творчества. Опубликована в журнале «Вестник Европы» в 1881 (№ 11), с подписью и пометой: «Ив. Тургенев. С. Спасское-Лутовиново, июнь 1881». Посвящена памяти Гюстава Флобера.
Повесть относят к циклу «таинственных повестей» Тургенева, куда входят также «Призраки», «Сон», «Клара Милич» и др.

## Сюжет
Повесть представлена в виде неоконченного фрагмента «старинной итальянской рукописи». Действие происходит в середине XVI столетия в Ферраре, где проживали два юноши, Фабий и Муций. Высокий светловолосый Фабий учился живописи, смуглый и темноволосый Муций занимался музыкой. В городе с матерью-вдовой жила прекрасная девушка по имени Валерия, которую редко можно было увидеть на людях. Тем не менее, юношам удалось познакомиться с её матерью, и они стали бывать в их доме. Оба полюбили Валерию, но когда оба попросили её руки, девушка попросила мать выбрать ей жениха. В результате Фабий женился на Валерии, а Муций уехал путешествовать по Востоку. Фабий и Валерия жили счастливо, однако детей у них не было. Мать Валерии умерла.
Прошло пять лет, и однажды летом Муций внезапно вернулся, привезя с собой множество восточных изделий и немого слугу-малайца (у которого был отрезан язык). Фабий пригласил Муция поселиться у него на вилле в свободном павильоне. Вечером, когда Муций долго рассказывал о своих путешествиях, он также подарил Валерии жемчужное ожерелье, которое попросил её надеть. Кроме того, Муций угостил Фабия и Валерию ширазским вином, имевшим необычный вкус, а также сыграл на индийской скрипке удивительную радостную мелодию, услышанную им на Цейлоне и называемую там «песнью счастливой, удовлетворённой любви». Ночью Валерии приснился сон, в котором она приходила в какое-то помещение, где её заключал в объятья Муций. На следующий день Муций рассказал, что также видел сон, в котором он обнимал свою бывшую возлюбленную, умершую в Индии. Фабий пытался продолжить портрет Валерии, который он писал, где он изобразил жену «с атрибутами святой Цецилии», однако он не смог уловить её обычного выражения лица, так как в нём появилось беспокойство.
Другой ночью Фабий заметил, что Валерии нет в постели, и увидел её, входящей в спальню из сада, в сомнабулическом состоянии. На следующий день Муций исчез и не вернулся домой к ночи. Среди ночи Валерия встала с постели и, как лунатик, пошла в сад. Фабий вышел за ней и увидел, что Муций, в таком же состоянии, идёт ей навстречу. Фабий выхватил кинжал и ударил им Муция, а затем отнёс Валерию домой. На следующий день он увидел, что безжизненный Муций лежит в павильоне, а слуга-малаец проводит над ним какие-то магические обряды. Позже Фабию сообщили, что малаец с Муцием хочет покинуть дом Фабия и просит дать ему лошадей. Фабий увидел, что малаец своими обрядами смог оживить Муция, хотя тот по-прежнему выглядел едва живым. После их отъезда Фабий больше не видел Муция, и к Валерии снова вернулось её прежнее спокойное состояние.
Осенью Валерия, во время игры на органе, внезапно против воли начала играть ту самую мелодию «песни торжествующей любви», а затем ощутила в себе «трепет новой, зарождающейся жизни». (На этом рукопись обрывается.)

## История создания
Работа над «Песнью торжествующей любви» была начата Тургеневым осенью 1879 года. Конспект первой редакции в основных чертах совпадает с сюжетом будущего произведения, хотя имена героев отличаются (Фабий назван Альберто). Кроме того, в первом варианте повесть завершалась смертью Валерии и Муция. К переработке повести Тургенев приступил весной 1881 года, и летом завершил её.
Хотя сам Тургенев не ожидал тёплого приёма произведения в России и сам считал её «лёгонькой чепухой» и «вещью незначительной», отзывы о повести были в основном благожелательные: как правило, отмечалась поэтичность произведения и в целом её стилистическое совершенство.
За границей повесть также ждал успех. Уже в ноябре 1881 года появились её переводы на французский (выполненный самим Тургеневым и Полиной Виардо) и на немецкий языки, в 1882 году повесть была издана и затем неоднократно переиздавалась в Америке, в 1884 году — в Дании. В письме к друзьям писатель отмечал популярность «Песни»: «…в России её не ругали — а здесь в Париже даже находят, что я ничего лучшего не написал! Вот уж точно — „не знаешь, где найдёшь, где потеряешь“» (письмо Стасюлевичу 23 ноября (5 декабря) 1881 года).

## Адаптации

### Опера и балет
В конце XIX века на основе тургеневского сюжета были созданы две оперы. Опера В. Н. Гартевельда была впервые поставлена в 1895 году в Харькове (либретто Л. Г. Мунштейна). Опера А. Ю. Симона шла в 1897 году в Большом театре (либретто Н. Н. Вильде), причём партию Фабио пел Л. В. Собинов.
В 1971 году по мотивам повести Михаил Носырев создал одноимённый балет.

### Фильмы
Повесть была неоднократно экранизирована. В Российской империи в 1915 году было снято три фильма по произведениям Тургенева с участием В. В. Холодной и В. А. Полонского, в том числе «Песнь торжествующей любви» (режиссёр Евгений Бауэр); фильм не сохранился.
В 1923 году одноимённый фильм «Песнь торжествующей любви» (фр. Le Chant de l’amour triomphant) был поставлен во Франции (режиссёр Виктор Туржанский).
Позже, в 1969 году, среднеметражный телефильм «Песнь торжествующей любви» (пол. Pieśń triumfującej miłości) снял польский кинорежиссёр Анджей Жулавский.